# Juan Ignacio Solito
Juan Ignacio Solito (* 2. Februar 1993) ist ein argentinischer Leichtathlet, der sich auf den Diskuswurf spezialisiert hat.

## Sportliche Laufbahn
Erste Erfahrungen bei internationalen Meisterschaften sammelte Juan Ignacio Solito im Jahr 2010, als er bei den Jugendsüdamerikameisterschaften in Santiago de Chile mit einer Weite von 48,23 m den sechsten Platz mit dem 1,5-kg-Diskus belegte. Im Jahr darauf schied er bei den Panamerikanischen Juniorenmeisterschaften in Miramar mit 51,33 m in der Qualifikation aus und gewann anschließend bei den Juniorensüdamerikameisterschaften in Medellín mit 53,42 m die Bronzemedaille mit dem 1,75-kg schweren Diskus. 2012 schied er bei den Juniorenweltmeisterschaften in Barcelona mit 53,41 m in der Qualifikation aus und anschließend wurde er bei den U23-Südamerikameisterschaften in São Paulo mit 47,29 m Sechster. Zwei Jahre später erreichte er bei den U23-Südamerikameisterschaften in Montevideo mit 52,61 m Rang fünf und 2017 klassierte er sich bei den Südamerikameisterschaften in Luque mit 53,05 m auf dem sechsten Platz. 2021 belegte er dann mit 52,11 m den siebten Platz bei den Südamerikameisterschaften in Guayaquil und im Jahr darauf wurde er bei den Südamerikaspielen in Asunción mit 55,26 m Fünfter.
2023 belegte er bei den Südamerikameisterschaften in São Paulo mit 53,63 m den siebten Platz im Diskuswurf.
In den Jahren 2016 und 2018 sowie von 2021 bis 2023 wurde Solito argentinischer Meister im Diskuswurf.